# (3890) Bunin
(3890) Bunin es un asteroide perteneciente al cinturón de asteroides, descubierto el 18 de diciembre de 1976 por la astrónoma soviética Liudmila Chernyj desde el Observatorio Astrofísico de Crimea (República de Crimea), Rusia).

## Designación y nombre
Designado provisionalmente como  1976 YU5. Fue nombrado Bunin en honor al escritor ruso Iván Bunin.